# MACS J0717.5+3745

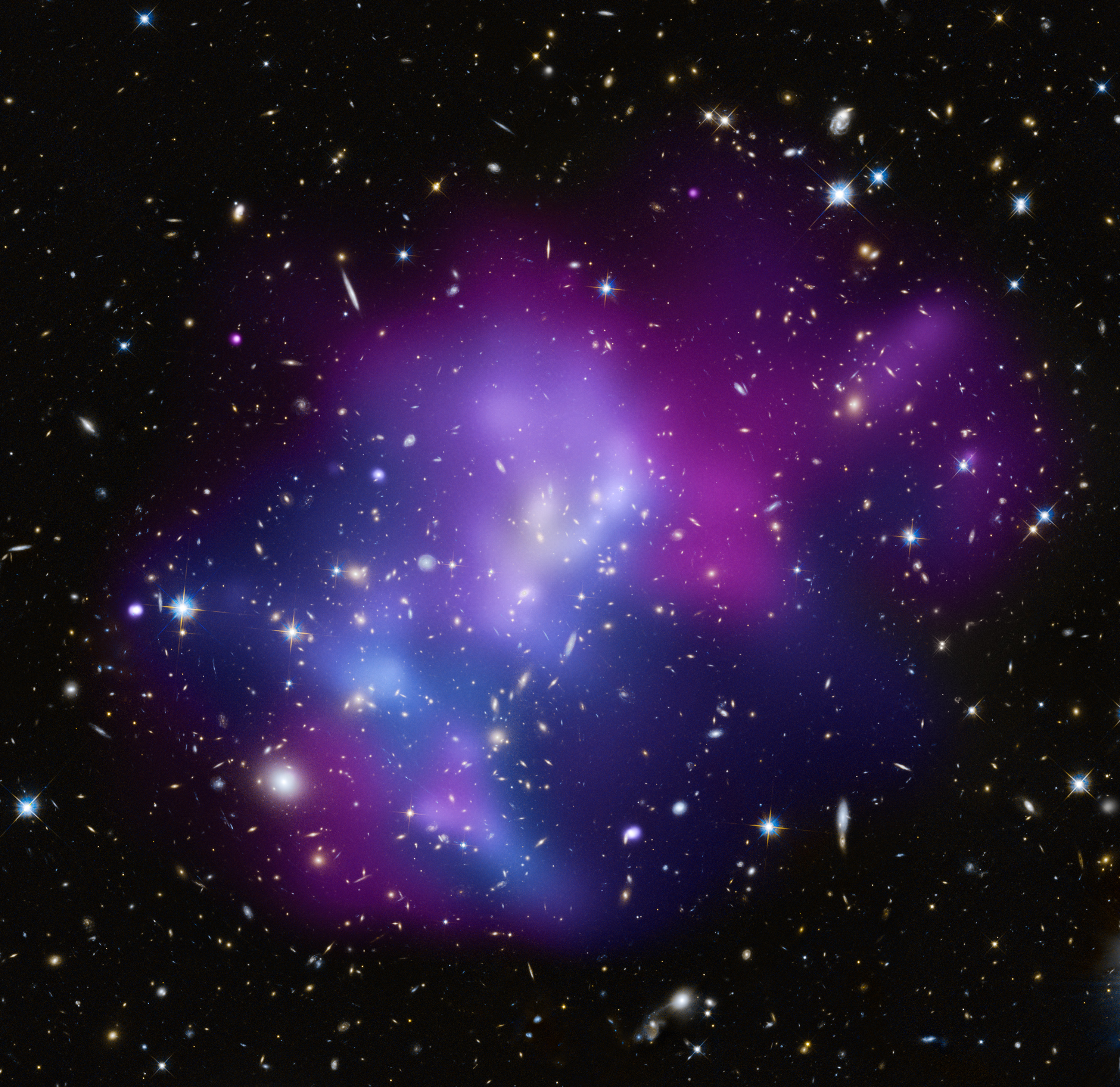
NASA의 찬드라 엑스선 관측선이 촬영한 무거운 은하단 MACS J0717.5+3745의 합성 사진. 사진의 크기는 770만 광년이다.

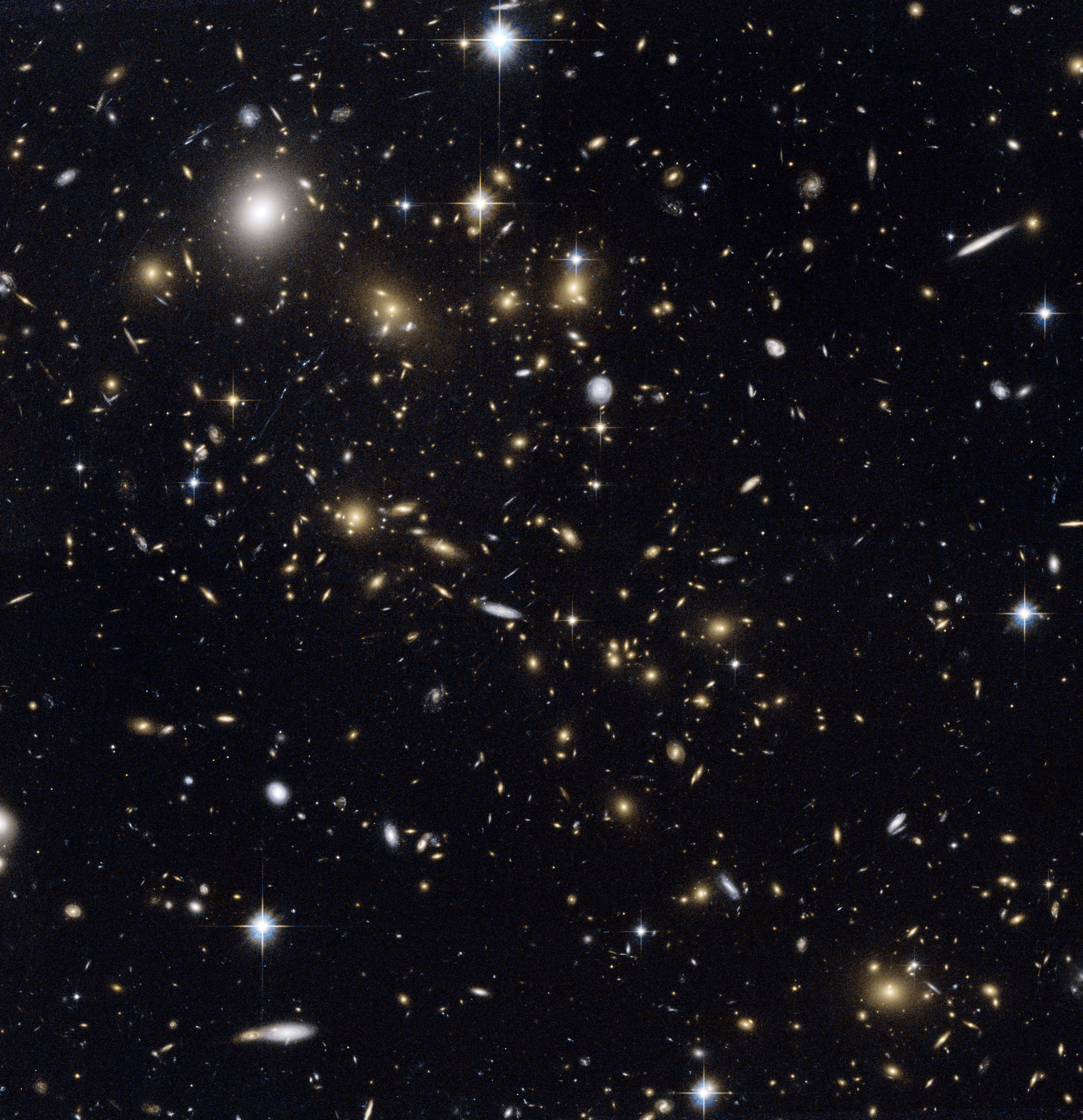
허블 우주 망원경의 근적외선 사진.

MACS J0717.5+3745는 마차부자리 방향으로 약 54억 광년 떨어져 있는 거대한 은하단이다.

## 설명
은하단은 네 개의 독립된 은하단이 충돌하여 형성된 것으로, 이정도의 규모에서는 처음으로 관측된 것이다. MACS J0717.5+3745에서 일어나는 연속적인 충돌들은 필라멘트라고 불리는 길이 약 1,300만 광년의 은하 및 기체, 그리고 암흑물질로 이루어진 흐름에 의해 발생한다. 둘 또는 그 이상의 은하단이 충돌할 때, 은하단 내부매질 속의 뜨거운 기체들은 그 속도가 느려지지만, 거의 대부분이 빈 공간으로 이루어진 은하들은 느려지지 않는다. 따라서 충돌 속에서 각 부속 은하단의 속력 및 방향을 은하와 기체 사이의 오프셋 조사를 통해 대략적으로 측정할 수 있다.
A, B, C, D로 명명된 4개의 부속 은하단(subcluster) 중 B 부속 은하단은 서로에 대해 거의 움직이지 않는 다른 세 은하단에 비해 상대적으로 빠른 속도로 움직이고 있다. B 부속 은하단의 빠른 운동은 운동학적 수냐에프-젤도비치 효과를 보이는데, 이것은 통계적 관측 외에 천체에서 최초로 관즉된 것이다. B 부속 은하단의 운동학적 SZ 효과는 다른 부속 은하단과는 달리, 열적 SZ 효과의 부족으로 인해 발견되었다.

## 같이 보기
- 은하단